# Temporada 1984-85 de los New Jersey Nets
La temporada 1984-85 fue la novena de los New Jersey Nets en la NBA, tras la fusión de la liga con la ABA, donde había jugado nueve temporadas, y la octava en su ubicación en Nueva Jersey. La temporada regular acabó con 42 victorias y 40 derrotas, ocupando el quinto puesto de la conferencia Este, clasificándose para los playoffs, donde cayeron en primera ronda ante los Detroit Pistons.

## Elecciones en elDraft
| Ronda | Puesto | Jugador       | Posición  | Nacionalidad   | Universidad |
| ----- | ------ | ------------- | --------- | -------------- | ----------- |
| 1     | 17     | Jeff Turner   | Ala-Pívot | Estados Unidos | Vanderbilt  |
| 6     | 131    | Oscar Schmidt | Escolta   | Brasil         |             |

## Temporada regular
| División Atlántico   | División Atlántico | División Atlántico | División Atlántico | División Atlántico | División Atlántico | División Atlántico | División Atlántico | División Atlántico |
| Equipo               | G                  | P                  | %                  | PD                 | Casa               | Fuera              | Div                |                    |
| -------------------- | ------------------ | ------------------ | ------------------ | ------------------ | ------------------ | ------------------ | ------------------ | ------------------ |
| y-Boston Celtics     | 63                 | 19                 | .768               | –                  | 35–6               | 28–13              | 19–5               |                    |
| x-Philadelphia 76ers | 58                 | 24                 | .707               | 5                  | 34–7               | 24–17              | 15–9               |                    |
| x-New Jersey Nets    | 42                 | 40                 | .512               | 21                 | 27–14              | 15–26              | 13–11              |                    |
| x-Washington Bullets | 40                 | 42                 | .488               | 23                 | 28–13              | 12–29              | 11–13              |                    |
| New York Knicks      | 24                 | 58                 | .293               | 39                 | 19–22              | 5–36               | 2–22               |                    |

## Playoffs

### Primera ronda
Detroit Pistons vs. New Jersey Nets 
| Fecha       | Partido                                  | Ciudad          |
| ----------- | ---------------------------------------- | --------------- |
| 18 de abril | Detroit Pistons 125, New Jersey Nets 105 | Detroit         |
| 21 de abril | Detroit Pistons 121, New Jersey Nets 111 | Detroit         |
| 24 de abril | New Jersey Nets 115, Detroit Pistons 116 | East Rutherford |
|             | Detroit Pistons gana las series 3-0      |                 |

## Estadísticas
| Rk | Jugador                | Edad | P  | PT | MP   | TC  | TCI  | %TC  | T3  | T3I | %T3   | TL  | TLI | %TL  | RO  | RD  | RT   | AS  | RB  | TAP | BP  | FP  | PTS  |
| -- | ---------------------- | ---- | -- | -- | ---- | --- | ---- | ---- | --- | --- | ----- | --- | --- | ---- | --- | --- | ---- | --- | --- | --- | --- | --- | ---- |
| 1  | Buck Williams          | 24   | 82 | 82 | 38.8 | 7.0 | 13.3 | .530 | 0.0 | 0.0 | .250  | 4.1 | 6.6 | .625 | 3.9 | 8.3 | 12.3 | 2.0 | 0.8 | 1.3 | 2.9 | 3.6 | 18.2 |
| 2  | Micheal Ray Richardson | 29   | 82 | 82 | 38.1 | 8.4 | 17.9 | .469 | 0.4 | 1.4 | .252  | 2.9 | 3.8 | .767 | 1.9 | 3.7 | 5.6  | 8.2 | 3.0 | 0.3 | 3.0 | 3.4 | 20.1 |
| 3  | Otis Birdsong          | 29   | 56 | 45 | 32.9 | 8.8 | 17.3 | .511 | 0.1 | 0.4 | .190  | 2.9 | 4.6 | .622 | 1.1 | 1.6 | 2.6  | 4.1 | 1.5 | 0.1 | 2.1 | 2.6 | 20.6 |
| 4  | Mike Gminski           | 25   | 81 | 54 | 29.9 | 4.7 | 10.1 | .465 | 0.0 | 0.0 | .000  | 3.4 | 4.0 | .841 | 2.8 | 5.0 | 7.8  | 2.0 | 0.5 | 1.1 | 1.7 | 1.7 | 12.8 |
| 5  | Mike O'Koren           | 26   | 43 | 29 | 26.0 | 4.5 | 9.1  | .494 | 0.2 | 0.5 | .381  | 1.0 | 1.6 | .627 | 1.1 | 2.8 | 3.9  | 2.4 | 0.7 | 0.4 | 1.2 | 2.7 | 10.2 |
| 6  | Darryl Dawkins         | 28   | 39 | 30 | 24.9 | 4.9 | 8.7  | .566 | 0.0 | 0.0 | .000  | 3.7 | 5.2 | .711 | 1.4 | 3.2 | 4.6  | 1.2 | 0.4 | 0.9 | 2.4 | 4.4 | 13.5 |
| 7  | Ron Brewer             | 29   | 11 | 0  | 22.3 | 4.5 | 7.6  | .583 | 0.0 | 0.2 | .000  | 1.5 | 1.6 | .889 | 0.7 | 0.9 | 1.6  | 1.0 | 0.5 | 0.5 | 0.5 | 1.4 | 10.4 |
| 8  | Kelvin Ransey          | 26   | 81 | 29 | 20.9 | 3.7 | 8.1  | .459 | 0.0 | 0.1 | .182  | 1.5 | 1.8 | .859 | 0.5 | 1.1 | 1.6  | 4.4 | 1.1 | 0.1 | 1.4 | 1.7 | 8.9  |
| 9  | Albert King            | 25   | 42 | 7  | 20.5 | 5.4 | 11.0 | .491 | 0.0 | 0.2 | .000  | 2.0 | 2.5 | .817 | 1.7 | 2.1 | 3.8  | 1.4 | 1.0 | 0.2 | 1.5 | 2.6 | 12.8 |
| 10 | Jeff Turner            | 22   | 72 | 36 | 19.8 | 2.4 | 5.2  | .454 | 0.0 | 0.0 | .000  | 1.1 | 1.3 | .859 | 1.2 | 1.8 | 3.0  | 1.5 | 0.4 | 0.1 | 1.3 | 3.4 | 5.8  |
| 11 | Kevin McKenna          | 26   | 29 | 7  | 18.4 | 2.1 | 4.6  | .455 | 0.2 | 0.4 | .385  | 1.3 | 1.5 | .884 | 0.7 | 1.0 | 1.7  | 2.0 | 1.0 | 0.2 | 1.1 | 2.2 | 5.7  |
| 12 | Darwin Cook            | 26   | 58 | 9  | 18.3 | 3.7 | 7.8  | .468 | 0.0 | 0.4 | .087  | 0.8 | 0.9 | .870 | 0.4 | 1.2 | 1.6  | 2.8 | 1.3 | 0.2 | 1.3 | 1.7 | 8.2  |
| 13 | George Johnson         | 36   | 65 | 0  | 12.3 | 0.6 | 1.2  | .532 | 0.0 | 0.0 | 1.000 | 0.3 | 0.4 | .815 | 1.1 | 1.7 | 2.8  | 0.3 | 0.3 | 1.2 | 0.6 | 2.3 | 1.6  |
| 14 | Michael Wilson         | 25   | 8  | 0  | 11.5 | 1.1 | 2.9  | .391 | 0.0 | 0.0 |       | 0.5 | 0.8 | .667 | 0.5 | 1.1 | 1.6  | 1.4 | 0.5 | 0.3 | 0.6 | 0.9 | 2.8  |
| 15 | Chris Engler           | 25   | 7  | 0  | 10.9 | 1.0 | 2.3  | .438 | 0.0 | 0.0 |       | 0.7 | 1.3 | .556 | 1.4 | 2.4 | 3.9  | 0.0 | 0.3 | 0.6 | 0.1 | 0.6 | 2.7  |
| 16 | Wayne Sappleton        | 24   | 33 | 0  | 9.0  | 1.2 | 2.6  | .471 | 0.0 | 0.0 |       | 0.4 | 1.0 | .412 | 0.8 | 1.4 | 2.3  | 0.2 | 0.2 | 0.1 | 0.6 | 1.5 | 2.9  |
| 17 | Tom LaGarde            | 29   | 1  | 0  | 8.0  | 0.0 | 1.0  | .000 | 0.0 | 0.0 |       | 1.0 | 2.0 | .500 | 1.0 | 1.0 | 2.0  | 0.0 | 0.0 | 0.0 | 1.0 | 2.0 | 1.0  |

## Galardones y récords
| Jugador                | Galardón |
| Micheal Ray Richardson | All-Star |